# Viguiera cordata
Viguiera cordata là một loài thực vật có hoa trong họ Cúc. Loài này được (Hook. & Arn.) D'Arcy miêu tả khoa học đầu tiên năm 1975.